# 東阿久比村
東阿久比村（ひがしあぐいむら）は、愛知県知多郡にかつて存在した村。
現在の阿久比町東部（横松・萩・宮津・板山・福住など）に該当する。

## 歴史
- 1878年（明治11年） - 白沢村、草木村、坂部村、卯之山村、稗之宮村、椋岡村、角岡村、矢口村、高岡村、大古根村、植村、横松村、萩村、宮津村、板山村、福住村が合併し、阿久比村となる。
- 1884年（明治17年） - 阿久比村が白沢村、草木村、卯坂村[1]、阿久比村[2]、椋岡村[3]、矢高村[4]、植大村[5]、横松村、萩村、宮津村、板山村、福住村に分立する[6][7]。
- 1889年（明治22年）10月1日 - 横松村、萩村、宮津村、板山村、福住村が合併し、東阿久比村が発足。
- 1906年（明治39年）5月1日 - 阿久比村、上阿久比村と合併し、阿久比村が発足。同日東阿久比村は廃止。

## 教育
- 福山学校（現・阿久比町立英比小学校の前身校の一つ）
- 宮津学校（現・阿久比町立東部小学校の前身校の一つ）